# 威尼斯人（澳門）
威尼斯人（澳門）股份有限公司（有時簡稱“威記”，VML）是於2002年6月21日在澳門註冊成立的股份有限公司。主業務為娛樂場幸運博彩或其他方式的博彩經營。公司直接控股公司為於開曼群島註冊的Venetian Venture Development Intermediate Limited（VVDIL）持有89.995%股權，而最終控股公司為於美國註冊的拉斯維加斯金沙集團（LVSC）。

## 历史
2002年，該集團從銀河集團買到了個從原有賭牌分拆出來的副賭牌。2023年1月1日，該集團獲發新賭牌。其原先持有的副賭牌也于同日終止。

## 屬下娛樂場
| 名稱 | 地址                            | 中場 | 貴賓廳 | 角子機場 | 備註 |
| 金沙娛樂場（Sands）、 明珠坊娛樂場（Pearl Room）、 如意坊娛樂場（Level of Fortune）、 百樂坊娛樂場（Treasure Level） | 新口岸外港（澳門金沙）          | ＊   | ＊     | ＊       | 金沙娛樂場: 2004年5月18日開幕 明珠坊娛樂場: 2005年2月7日開幕 如意坊娛樂場: 2006年1月28日開幕 百樂坊娛樂場:2006年8月23日開幕 |
| 威尼斯人娛樂場（Venetian）                                                                                           | 澳門威尼斯人度假村酒店          | ＊   | ＊     | ＊       | 第一期項目於2007年8月28日年開幕                                                                                             |
| 未命名 | 路氹城遠東發展集團項目          | ＊   | ＊     | ＊       | 規劃中 |
| 未命名 | 路氹城香格里拉酒店項目          | ＊   | ＊     | ＊       | 已取消 |
| 百利宮娛樂場 | 路氹城四季酒店項目              | ＊   | ＊     | ＊       | 2008年8月28日開幕 |
| 未命名 | 路氹城康萊德酒店項目            | ＊   | ＊     | ＊       | 2012年4月11日開幕 |
| 未命名 | 路氹城喜達屋酒店項目            | ＊   | ＊     | ＊       | 2012年9月20日開幕 |
| 未命名 | 路氹城Fairmont及Raffles酒店項目 | ＊   | ＊     | ＊       | 已取消 |

## 已公佈大型發展計劃
- 金沙娛樂場

位於澳門新口岸港澳碼頭旁蒙地卡羅前地6公頃的海濱花園內。累積投資逾近三十億元，現為澳門最大娛樂場，樓高七層，低層為金沙娛樂場、明珠坊娛樂場、如意坊娛樂場設有438張中西式賭檯、以及921台角子機及多間餐廳，高層為金沙酒店設套房51間。
- 威尼斯人度假村

位於路氹城，毗鄰澳門國際機場、氹仔客運碼頭以及澳門銀河，投資逾一百四十億元，總建築面積達1050萬平方呎，包括一間樓高39層設有三千間套房酒店、面積120萬平方呎的會展場地、2000個座位的陳列室、面積100萬平方呎的大運河購物中心、15000個座位的表演場館及面積達五十五萬平方呎、約有800張博彩桌及4000台角子老虎機的威尼斯人娛樂場、第一期工程項目已於2007年8月28日正式投入運作。
- 路氹金光大道

位於路氹城路氹連貫公路兩旁。整個項目投資達一千億元，佔地0.8平方公里，耗七至十年時間分三期發展七個地段，
包括二十間酒店，提供六萬間客房、多間商場、消閑設施及娛樂場，由威尼斯人（澳門）股份有限公司牽頭發展威尼斯人度假村於2007年8月28日落成。
其他發展項目團包括：遠東發展集團、香格里拉酒店、四季酒店、希爾頓酒店、喜達屋酒店、Fairmont及Raffles酒店等等。
- 金沙城中心

位於路氹金光大道第5,6期，提供總面積達120萬平方英呎的零售、娛樂消閒、餐飲設施，包括：港麗酒店、假日酒店、喜來登酒店
100間品牌名店的購物中心金沙廣場和10萬平方英呎的會議展覽場地。此外附設兩間水療中心、三間健身俱樂部以及佔地30萬平
方英呎的兩間獨特設計的主題娛樂場，預計於2012年4月17日起正式投入運作。
金沙城3期澳門巴黎人度假酒店將於2013年第三季度動工，項目總投資28億美元，三年內建成，屆時將提供3000間酒店客房，36個月完成。金沙城中心於2021年翻新成澳門倫敦人。

## 旗下公司
威尼斯人（澳門）股份有限公司（下稱：VML）擁有六間附屬公司：
威尼斯人路氹股份有限公司（VCL）是於2004年11月11日在澳門註冊成立的有限公司，VML擁有VCL 99.9%之股權。主要業務為經營酒店及餐廳、管理商業及運動場所、舉辦社會及康樂活動及聯誼、以及各類型的社會事務等。
東方威尼斯人有限公司（VOL）是於2006年2月2日在澳門註冊成立的有限公司，VML佔98%、VCL佔2%。VOL的主要業務與VCL的業務相同。兩間公司共同為建設澳門威尼斯人度假村酒店工程，落成後的博彩娛樂場由VML擁有及經營。
VML US Finance LLC（VMLF）是於2006年1月3日在美國註冊成立的有限公司，是VCL的全資附屬公司。其公司的成立主要是為VML及其附屬公司的工程項目籌措資金。
威尼斯人旅遊有限公司（VTL）是於2006年10月16日在澳門註冊成立的有限公司，VOL佔99%、VCL佔1%，共同擁有VTL之股權。VTL的業務主要從事旅遊代理業務。
威尼斯人香港有限公司（VHK）是於2005年2月28日在香港註冊成立的有限公司。VHK主要為VML及VCL提供拓展市場及顧客網之服務。
VMFC是於2003年在開曼群島註冊成立之公司，其成立是以經營財務業務的特定實體。直至2006年12月31日，VMFC沒有任何營業活動。

## 爭議

### 集團因合夥人被指證下令谋殺而受查
2010年4月左右，传媒报道金沙合夥人，黑幫和合圖的頭目張治太被指控買兇追殺，一个被怀疑欺騙和偷竊了公司的荷官，而他又在同案被指證是金沙賭場成都貴賓廳的控制人，金沙母公司因而在新加坡開展業務時受到政党和传媒質疑，也被美國內華達州執法部門深入調查，判断它是否违反了那个州不许赌业公司涉黑的规例。

### 約八百員工投訴被剋扣工錢
勞工局證實，2011年4月十四日起，陸續收到威尼斯人澳門股份有限公司的員工投訴，至25日有七百七十多人，指控公司將用膳時間改為非工作時間，變相增加工時，讓他們白白超時工作卻沒補償。投訴人有本地工人和外僱工人。

## 股權分佈（页面存档备份，存于）
- Venetian Venture Development Intermediate Limited – 89.995%（拉斯維加斯金沙集團股份有限公司附屬公司）
- 胡順謙 – 10%

## 董事會（页面存档备份，存于）
- 王英偉
- 胡順謙（董事總經理）
- Robert Glen Goldstein
- 鄭君諾
- Dylan James Williams